# Kalmar läns norra valkrets
Kalmar läns norra valkrets är beteckningen på två valkretsar som funnits i olika perioder vid val till den svenska riksdagen.

## Första kammaren
I första kammaren var Kalmar läns norra landstingsområde en egen valkrets (Kalmar läns norra valkrets) fram till valet 1921, då valkretsen uppgick i Kalmar läns och Gotlands läns valkrets. Antalet mandat var tre utom under en period 1894 samt 1919–1921, då valkretsen hade två mandat.

### Riksdagsmän från valkretsen

#### 1867–1911 (successivt förnyade mandat)
- Victor Fleetwood (1867–1868)
  - Gustaf De Maré (1869–1879)
    - Ragnar Törnebladh, min 1888 (1880–1888)
      - Robert Kajerdt (1889–lagtima riksmötet 1892)
        - Theodor Odelberg, prot 1892–1909, fh 1910–1911 (urtima riksmötet 1892–1911)

- Johan Nordenfalk d.y. (1867–1875)
  - Alfred De Maré, frih 1887 (1876–1891)
    - Lennart Groll, prot (1892–25/10 1896)
      - Knut Tillberg, prot (1897–1908)
        - Hugo Hammarskjöld, mod 1910–1911 (1909–1911)

- Carl Adam Jakob Raab (1867–1873)
  - Eduard Carleson (1874–1884)
    - Axel Bennich, min 1888–1893 (1885–1893)
      - Carl Lybeck, prot (1895–1903)
        - Conrad Cedercrantz, mod 1908 (1904–1911)

#### 1912
- Conrad Cedercrantz, n
- Hugo Hammarskjöld, n
- Petrus Ödström, lib s

#### 1913–1918
- Conrad Cedercrantz, n
- Hugo Hammarskjöld, n
- Charodotes Meurling, n

#### Lagtima riksmötet 1919
- Gustaf Gustafsson, n
- Edvard Fleetwood, n (1919)

#### Urtima riksmötet 1919–1921
- Uno Steinholtz, n (1919–1920)
  - Erik Anderson, n (1921)
- Axel Rune, lib s

## Andra kammaren
I andra kammaren var Kalmar läns norra valkrets en egen valkrets med fyra mandat i riksdagsvalen 1911–1920. Från och med andrakammarvalet 1921 uppgick valkretsen i Kalmar läns valkrets.

### Riksdagsmän under mandatperioderna

#### 1912–första riksmötet 1914
- Erik Anderson, lmb
- Anders Victor Isaksson, lmb
- Otto Dandenell, lib s
- Axel Rune, lib s

#### Andra riksmötet 1914
- Erik Anderson, lmb
- Anders Victor Isaksson, lmb
- Axel Rune, lib s
- Jöns Persson, s

#### 1915–1917
- Erik Anderson, lmb (1915)
  - Sigurd Carlsson, lmb (1916–1917)
- Anders Victor Isaksson, lmb
- Axel Rune, lib s
- Jöns Persson, s

#### 1918–1920
- Sigurd Carlsson, lmb
- Anders Victor Isaksson, lmb
- Axel Rune, lib s (1918–lagtima riksdagen 1919)
  - Emil Gustafson, lib s (8/8 1919–1920)
- Alfred Werner s vgr

#### 1921
- Sigurd Carlsson, lmb
- Anders Victor Isaksson, lmb
- Sven Johansson, lmb
- Lars Dalgren, s